# 御年代古墳
御年代古墳（みとしろこふん）は、広島県三原市本郷町南方（みなみがた）にある古墳。形状は円墳と推定される。国の史跡に指定されている。

## 概要
広島県東部、沼田川支流の尾原川の左岸丘陵斜面に山寄せの形で築造された古墳である。1895年（明治28年）に古墳として発見されている。
墳形は円形と推定されるが、規模は明らかでない。埋葬施設は横穴式石室で、南方向に開口する。花崗岩の切石による整美な石室で、玄室は間仕切石で前後2室に分けられた複室構造であり、前室・後室のそれぞれに花崗岩製の刳抜式家形石棺を据える。副葬品としては金環・馬具・装飾付須恵器などがある。
築造時期は、古墳時代終末期の7世紀中葉頃と推定される。畿内型古墳であるとともに、全国的にも数の少ない複室構造の1石室2石棺の古墳である点で注目され、沼田地方の首長墓として当時の政治情勢を考察するうえで重要視される古墳になる。
古墳域は1933年（昭和8年）に国の史跡に指定されている。なお、周辺では梅木平古墳・貞丸古墳群などの古墳のほか、白鳳期寺院の横見廃寺跡が残り、当地の豪族と畿内ヤマト王権との関係が指摘される。

## 遺跡歴
- 1895年（明治28年）、国道工事の石材採取で発見[1]。
- 1933年（昭和8年）4月13日、国の史跡に指定[7]。

## 埋葬施設

石室俯瞰図

石室展開図

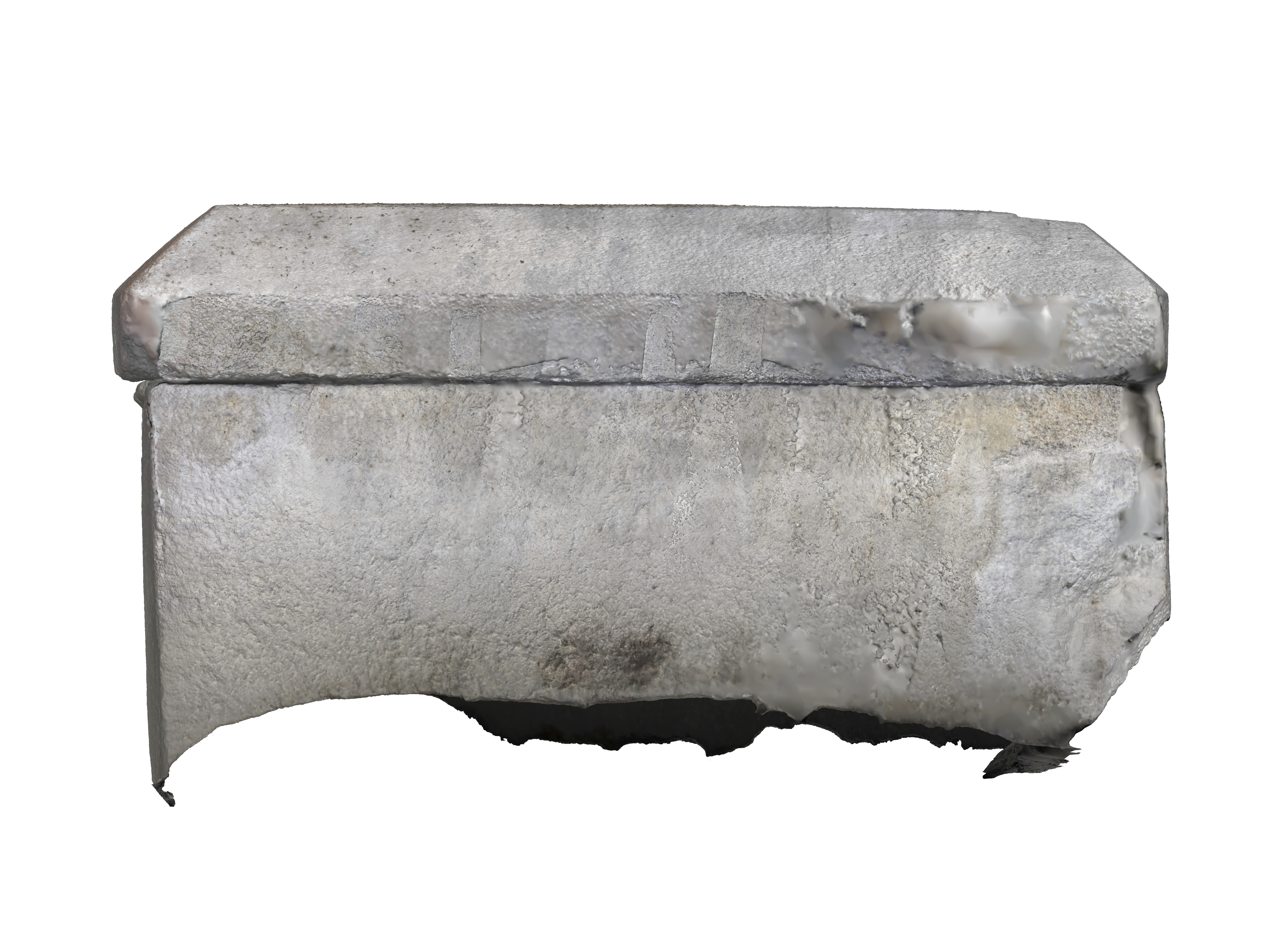
玄室棺立面図

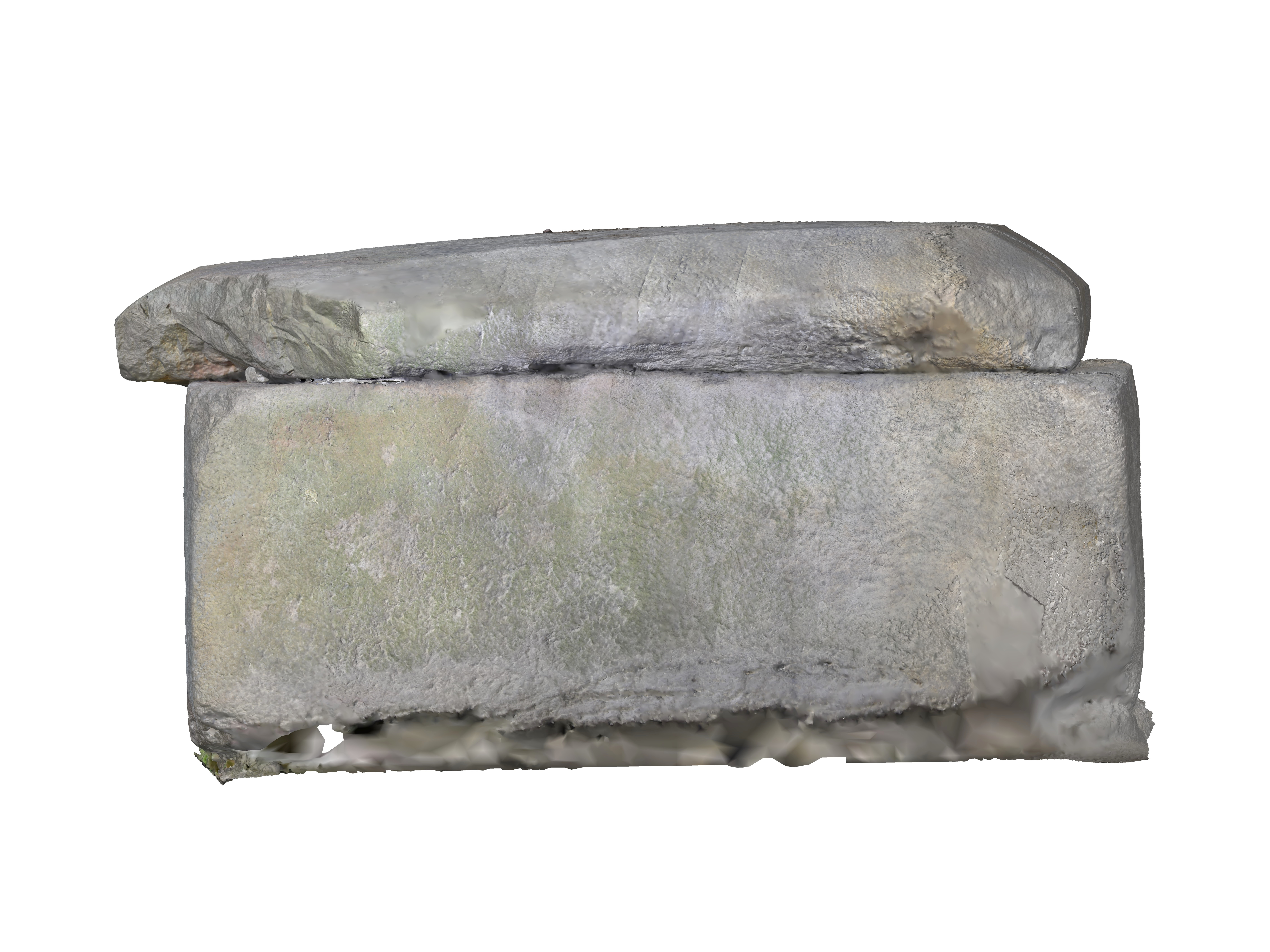
前室棺立面図

埋葬施設としては横穴式石室が構築されており、南方向に開口する。後室・前室・羨道からなる複室構造の石室である。石室の規模は次の通り。
- 石室全長：10.7メートル
- 後室：長さ3.4メートル、幅2.0メートル、高さ2.1メートル
- 前室：長さ2.7メートル、幅2.05メートル、高さ2.15メートル
- 羨道：長さ4.25メートル、幅1.55メートル、高さ1.95メートル

石室は花崗岩の切石による整美なもので、前室東壁と後室西壁を除く各壁面・天井には一枚石が用いられる。また前室・後室の間仕切りに切石を用い、戸口前面の内側周縁には板戸をはめ込む段を設ける。羨道には側壁に各2枚の巨石が用いられ、覆石は奥1枚のみが残る。
後室・前室内には、それぞれ花崗岩製の刳抜式家形石棺1基を据える。いずれも縄掛突起を伴わない新しい時期のものである。後室棺は長さ2.46メートル・幅1.07メートル・高さ1.38メートルを測り、前室棺よりもやや細長い形状である。なお、尾原川流域における周辺の古墳ではいずれも家形石棺に兵庫県の竜山石が用いられており、本古墳はそれらと様相を画する点が注意される。
石室から出土した副葬品としては、耳環・馬具（雲珠・花形辻金具・鞖）・須恵器（子持平瓶・子持脚台付盤・子持脚台付壺・脚台付長頸壺・坏身・坏蓋・台付𤭯など）がある。現在ではこれらの出土品は東京国立博物館で保管されている。

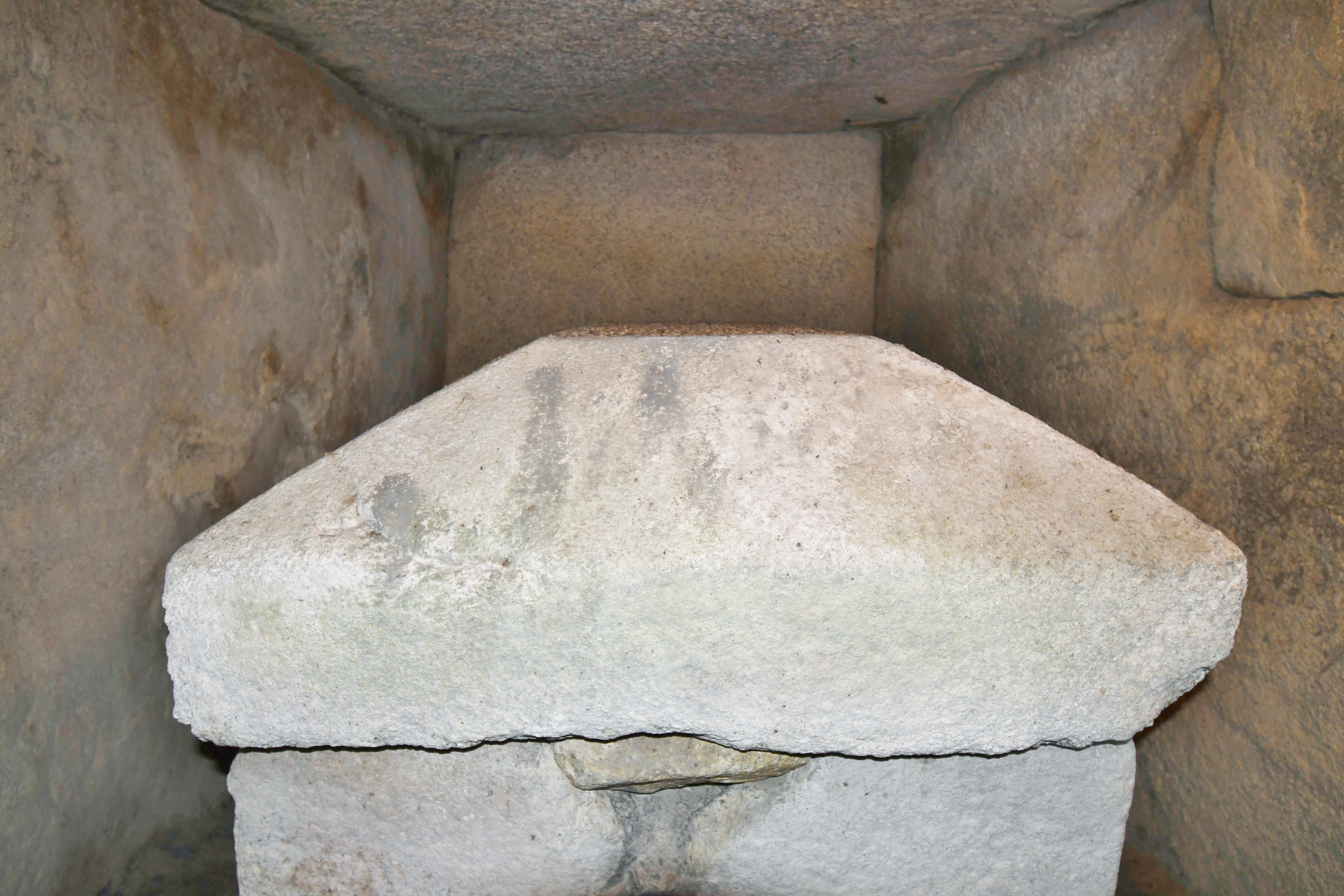
後室（奥壁方向）
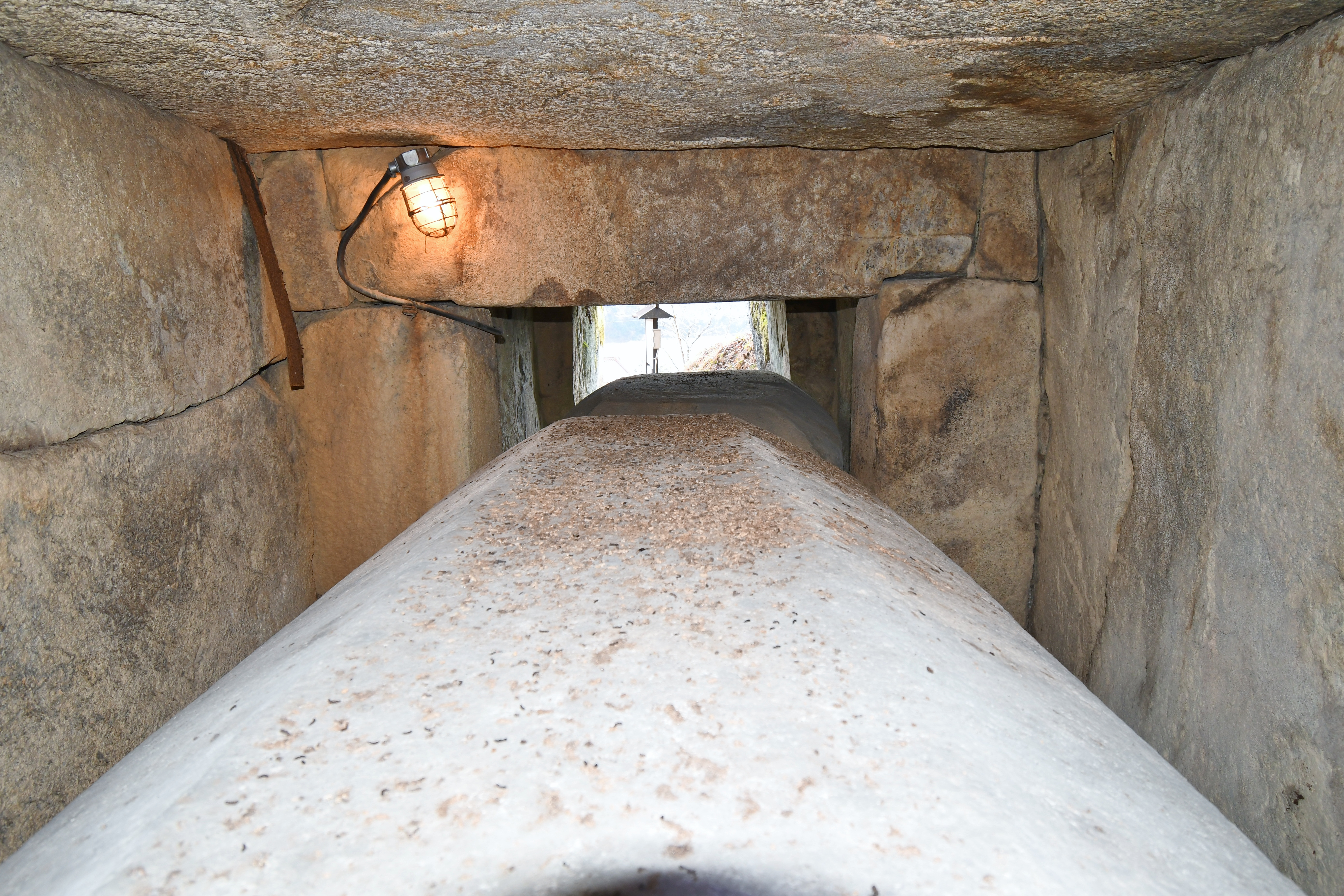
後室（開口部方向）
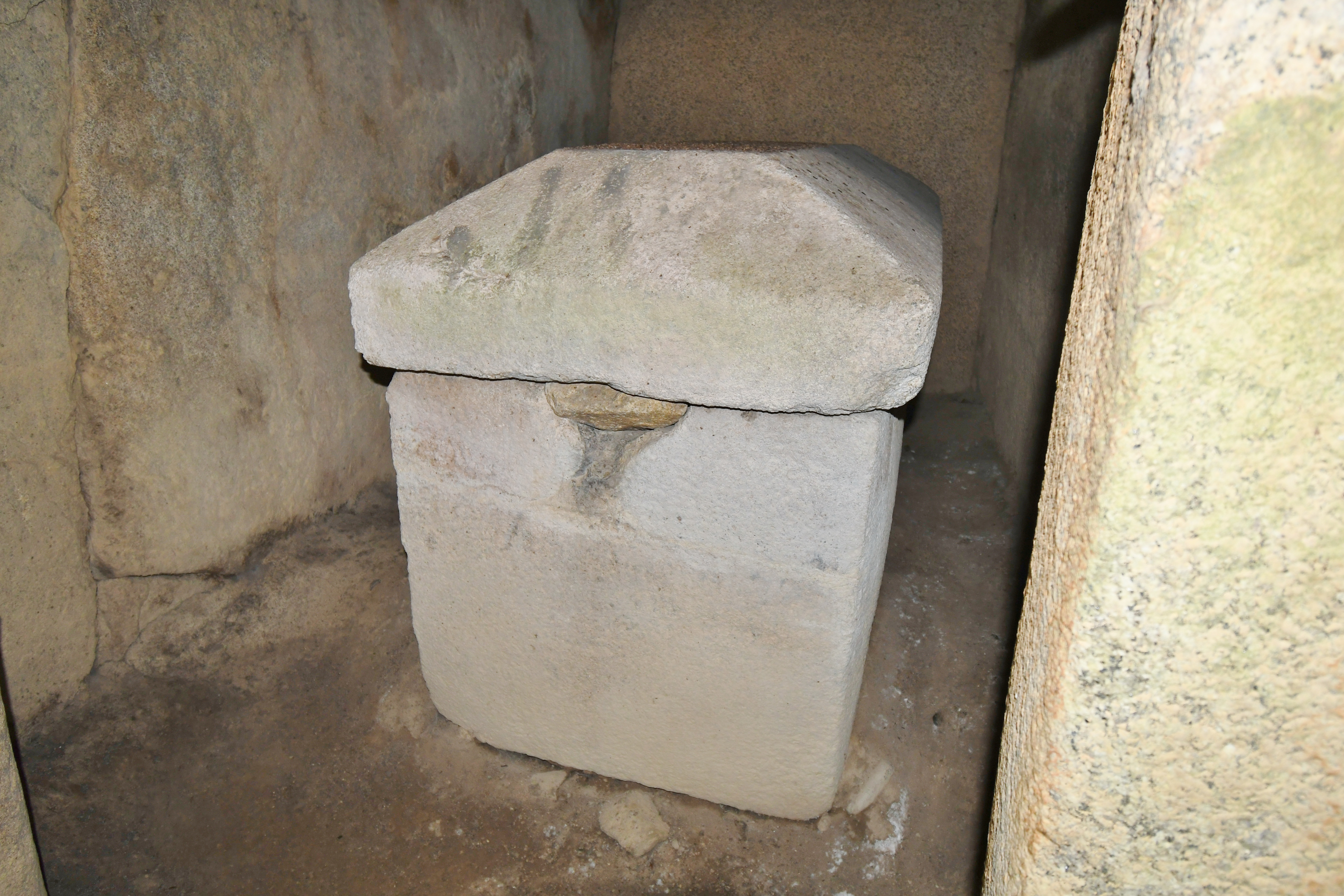
後室の家形石棺
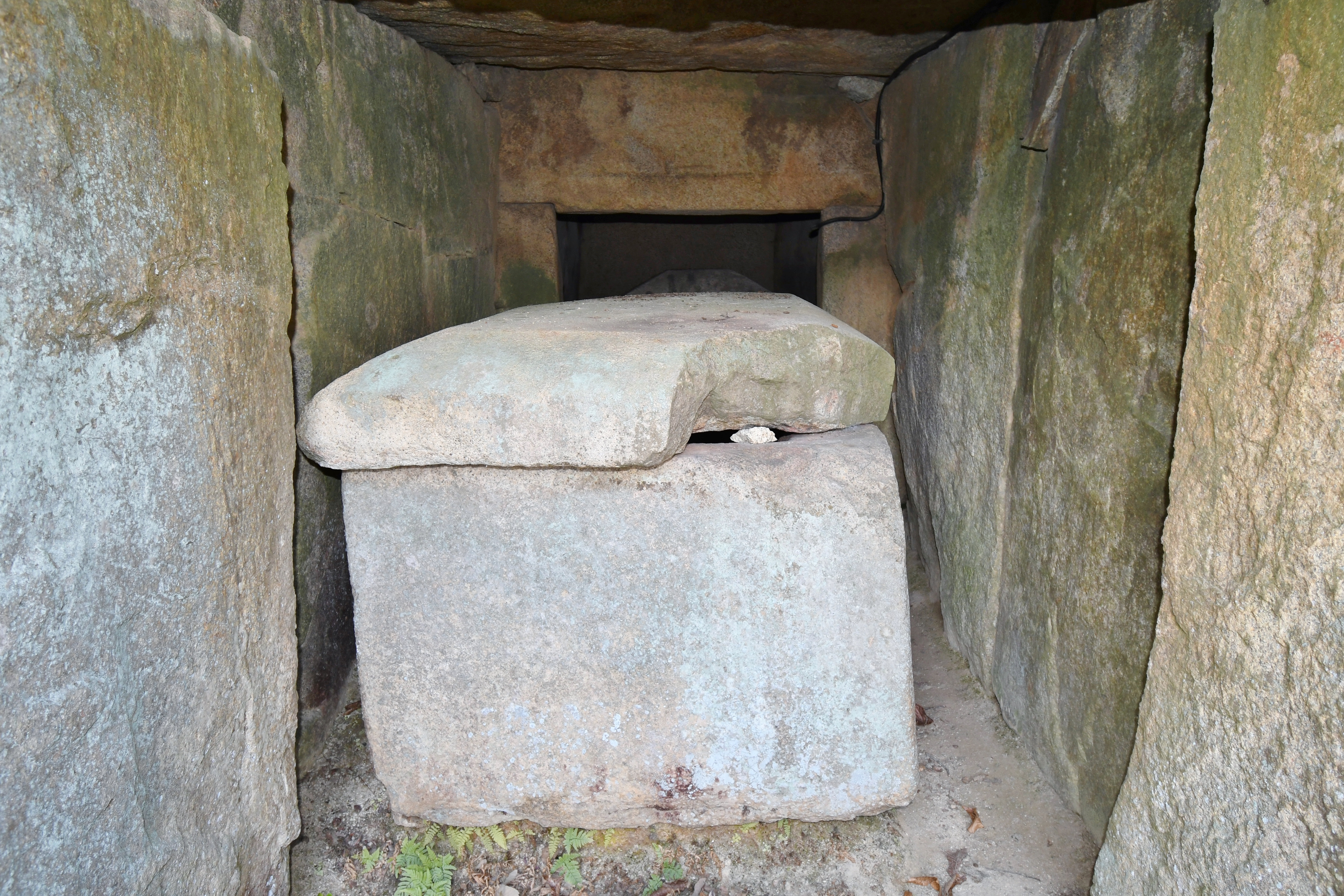
前室（奥壁方向）
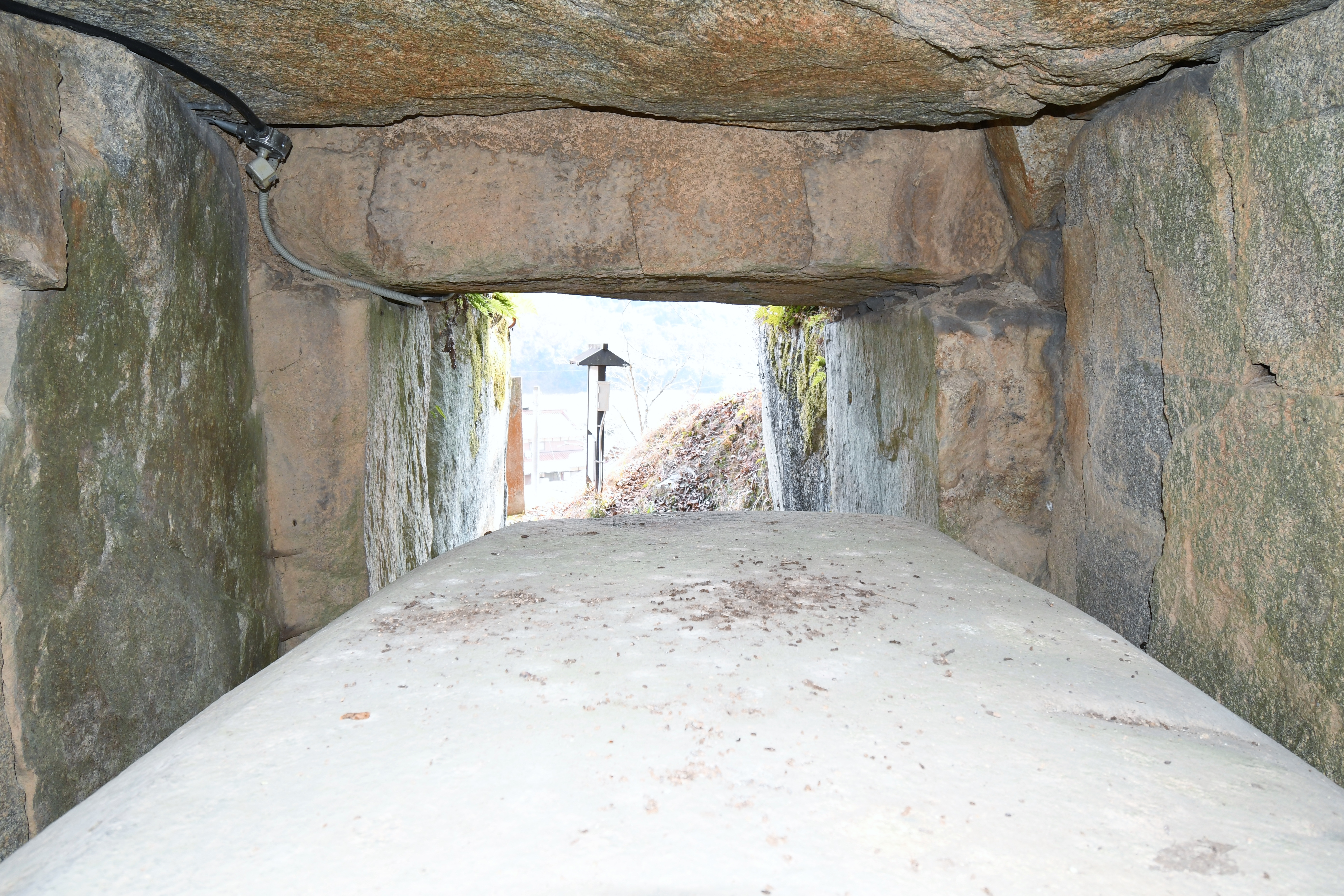
前室（開口部方向）
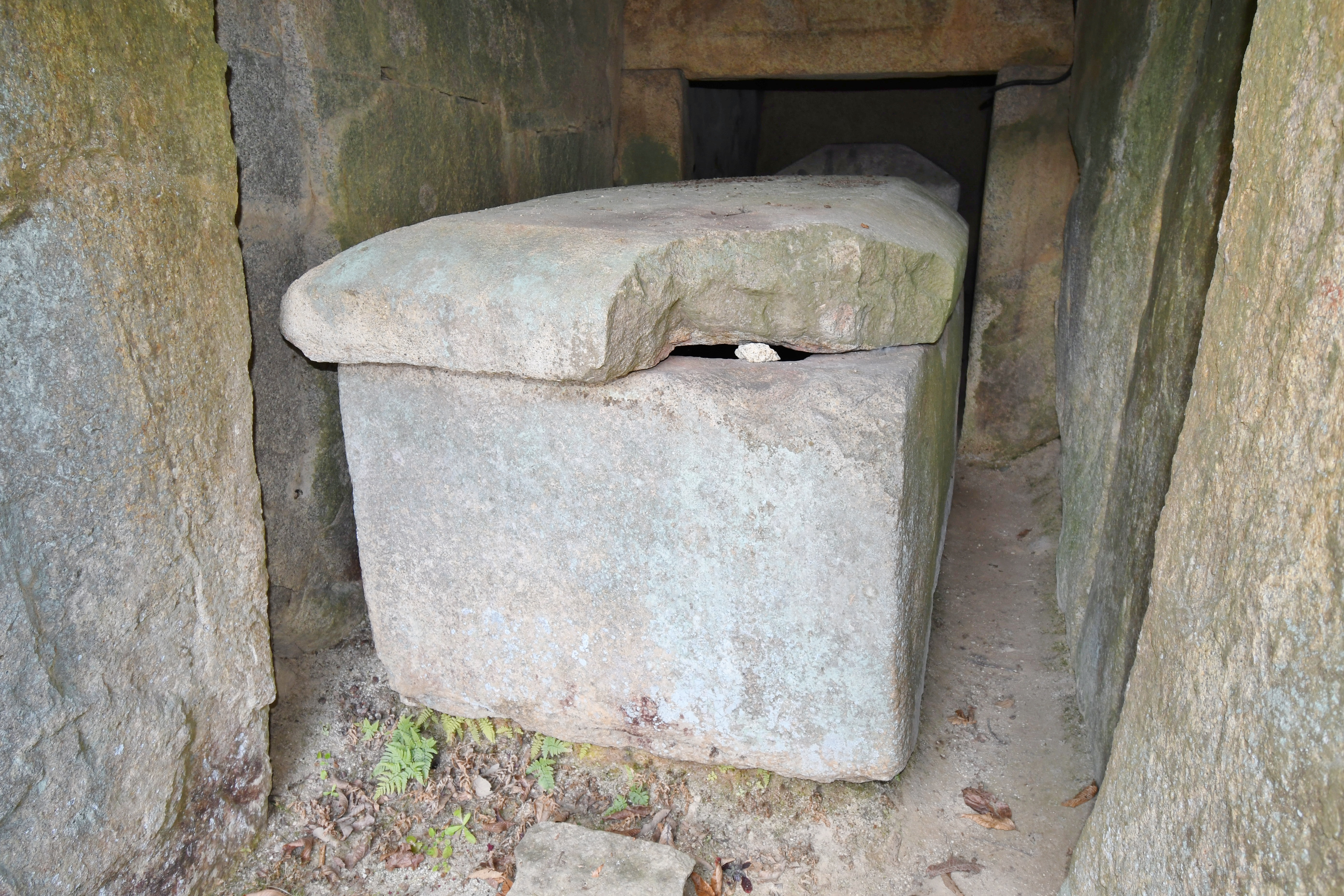
前室の家形石棺
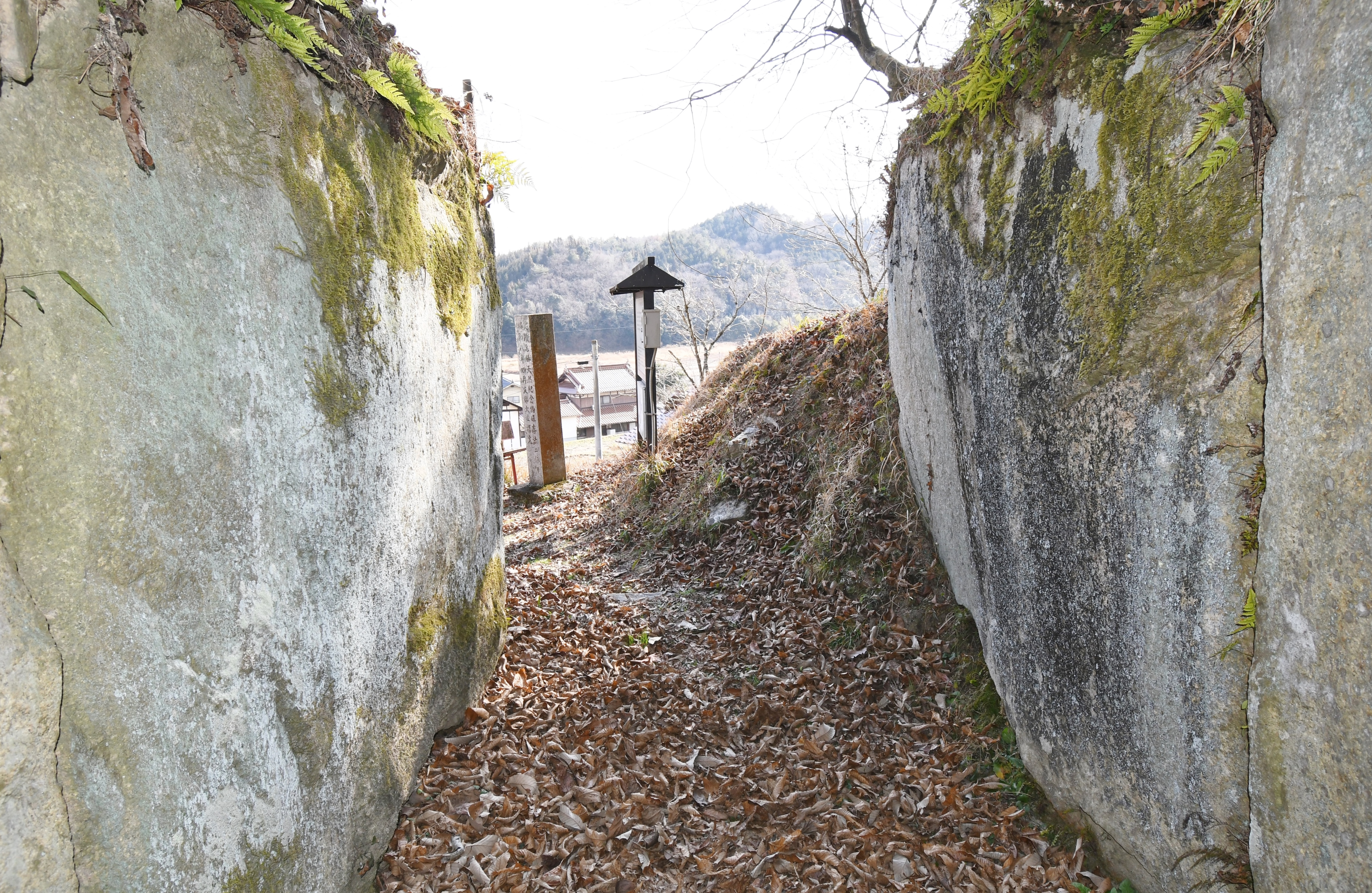
羨道（開口部方向）
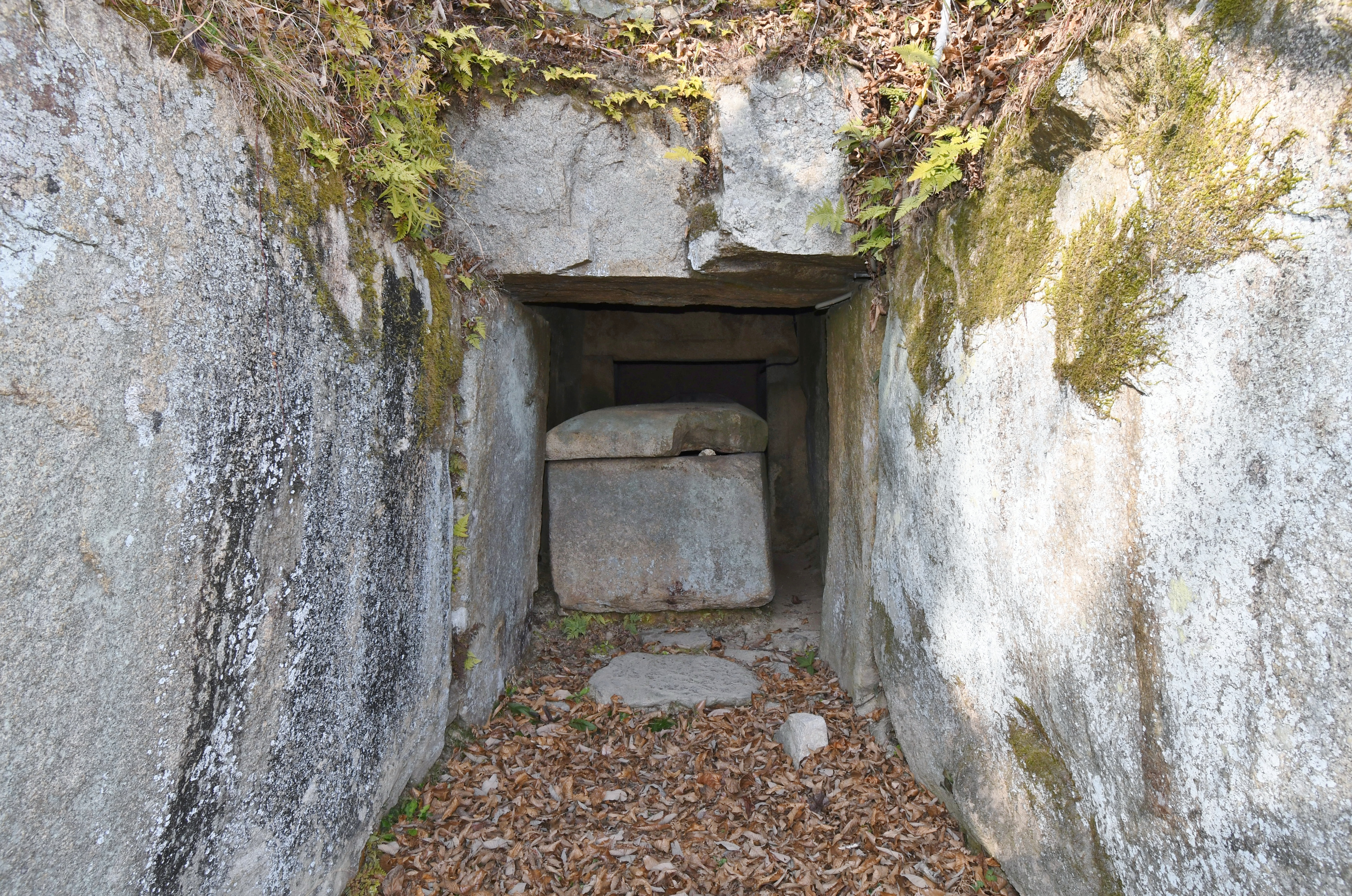
羨道（奥壁方向）
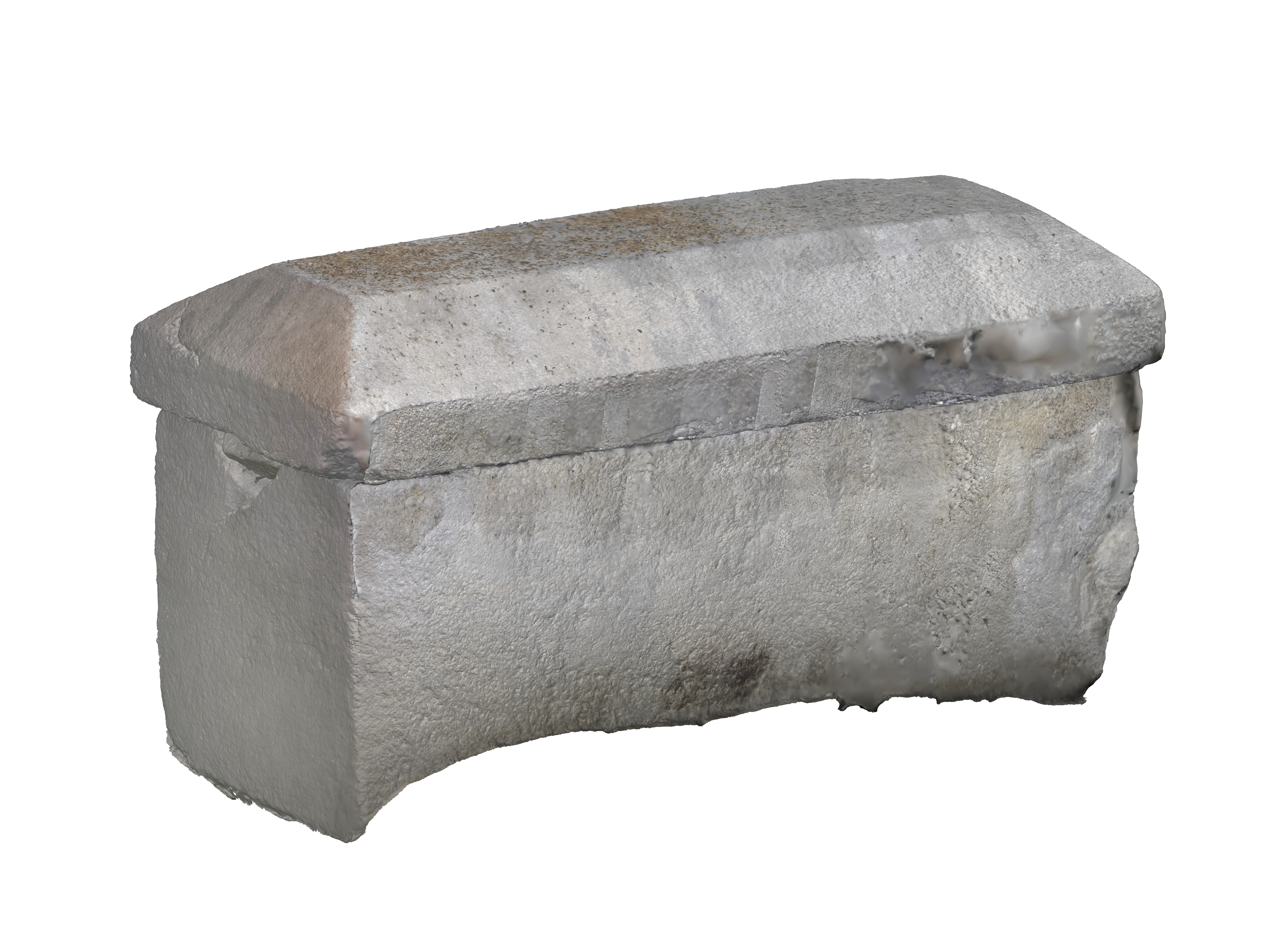
玄室棺俯瞰図
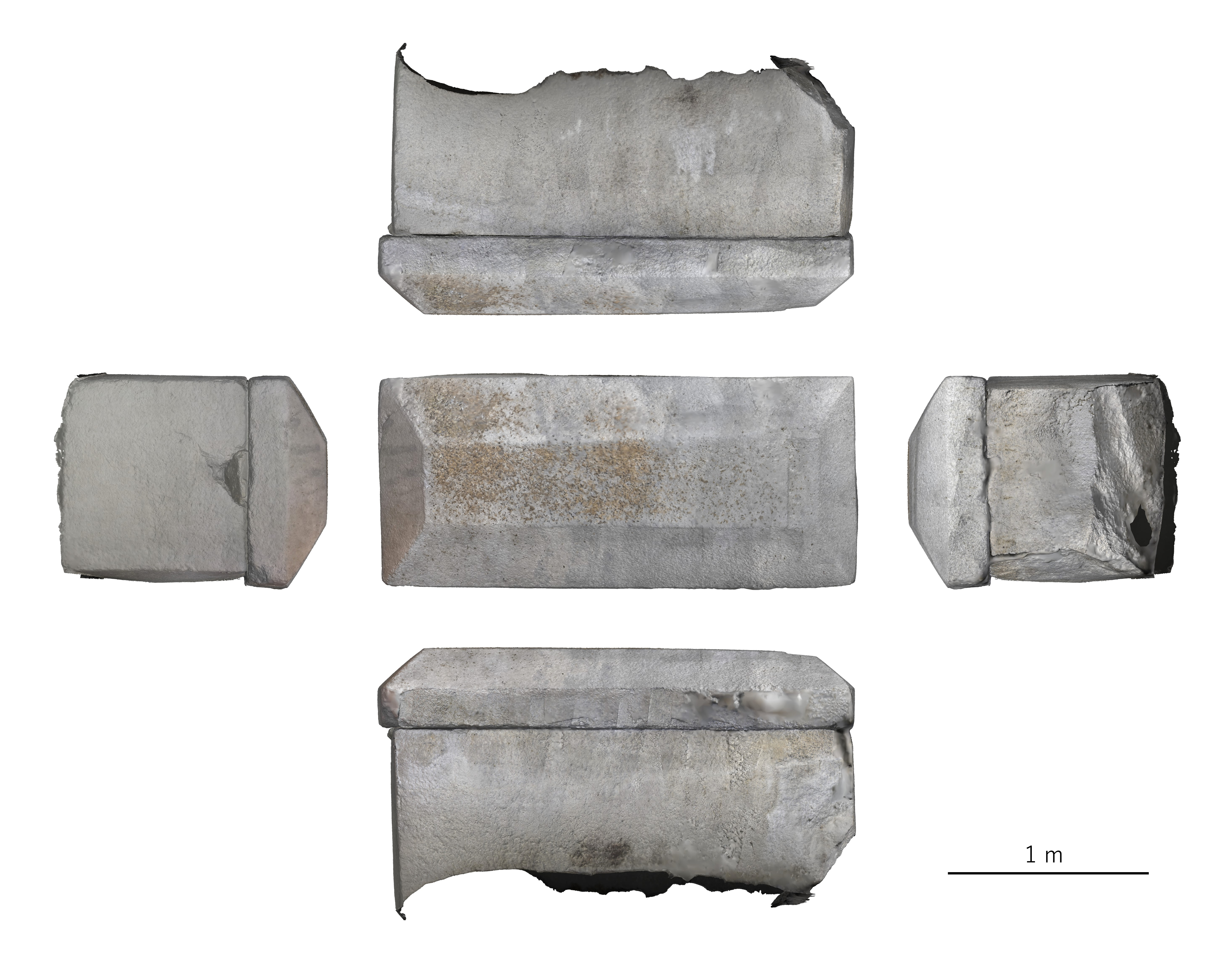
玄室棺展開図
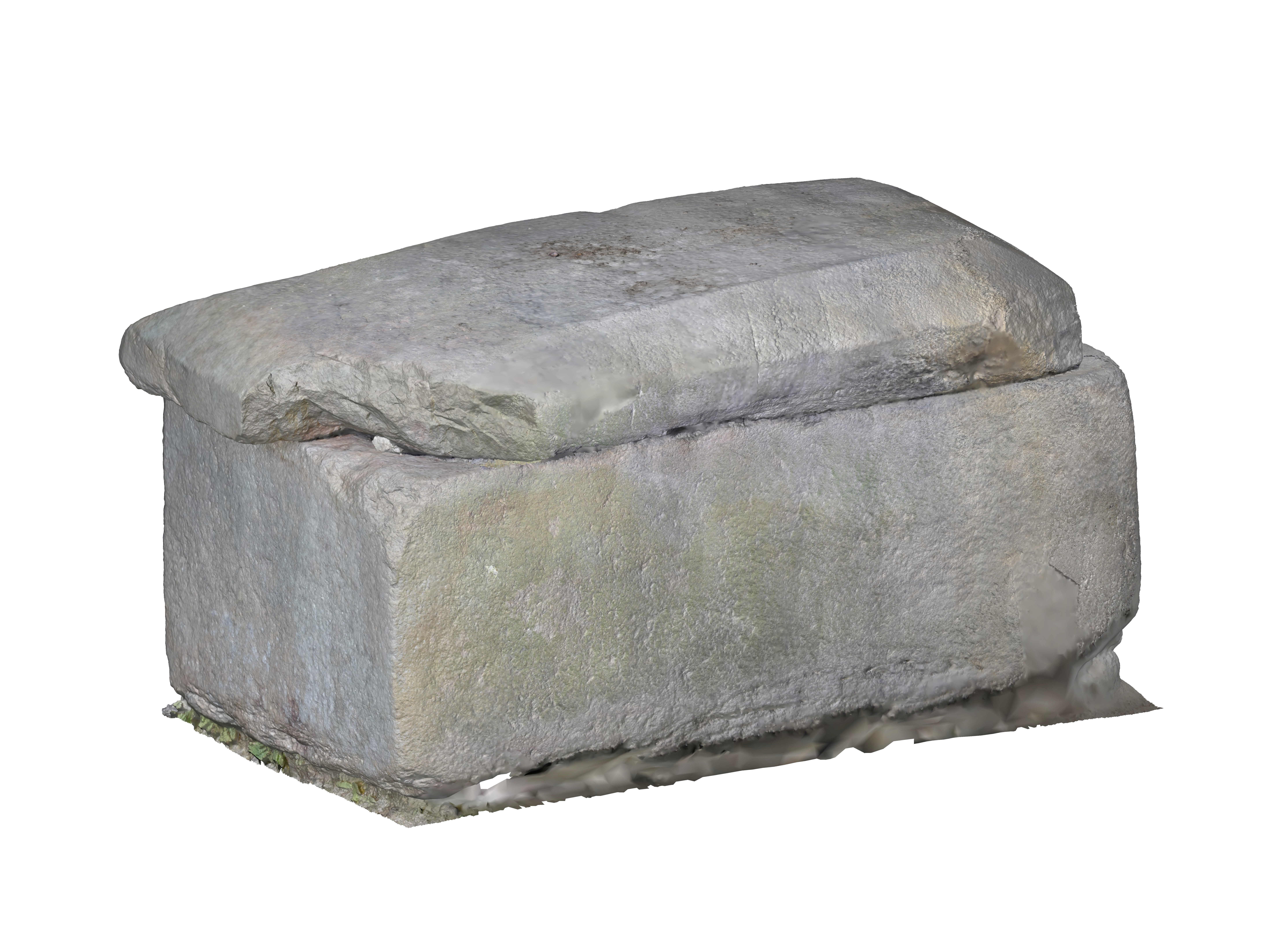
前室棺俯瞰図
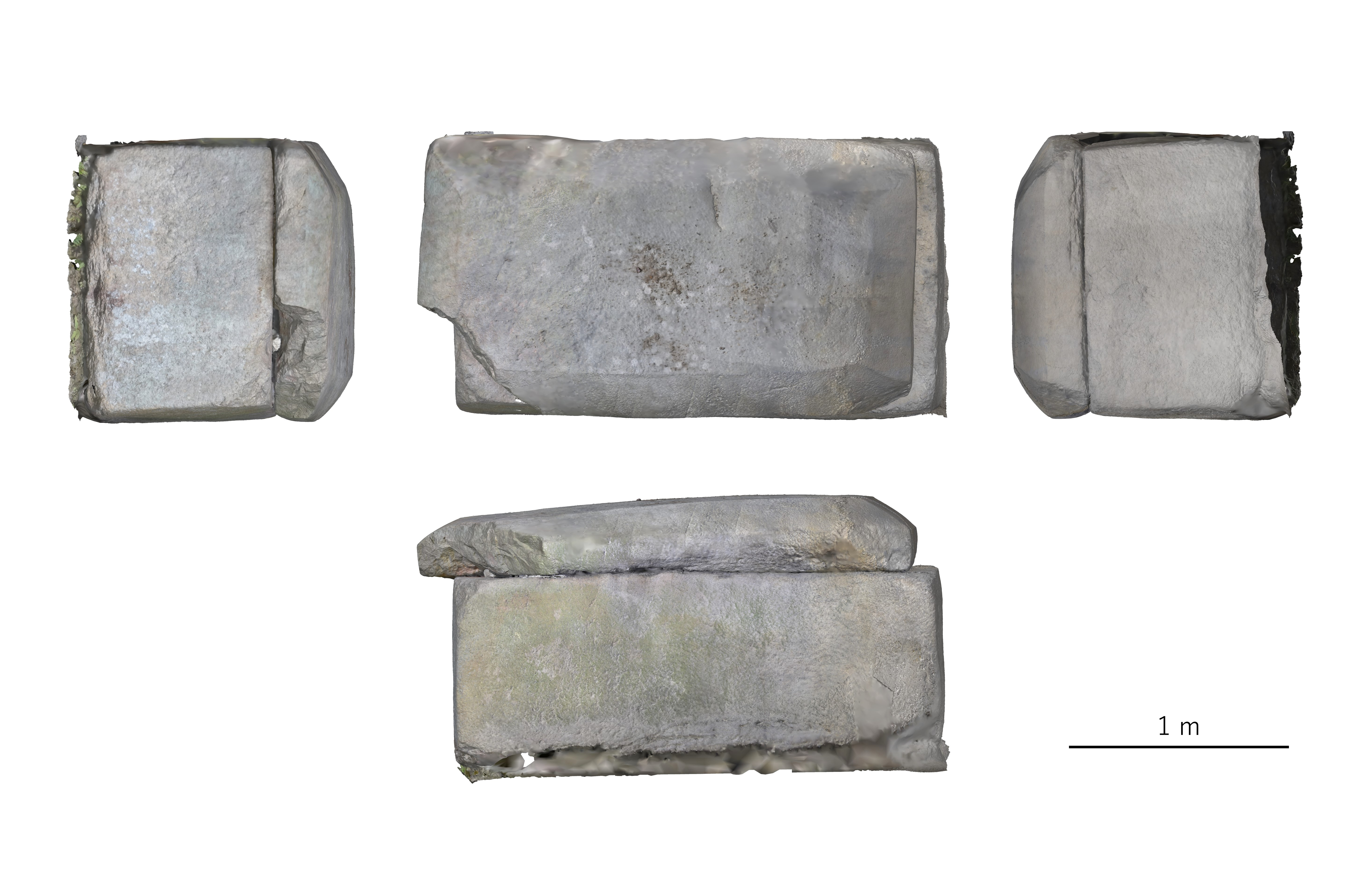
前室棺展開図
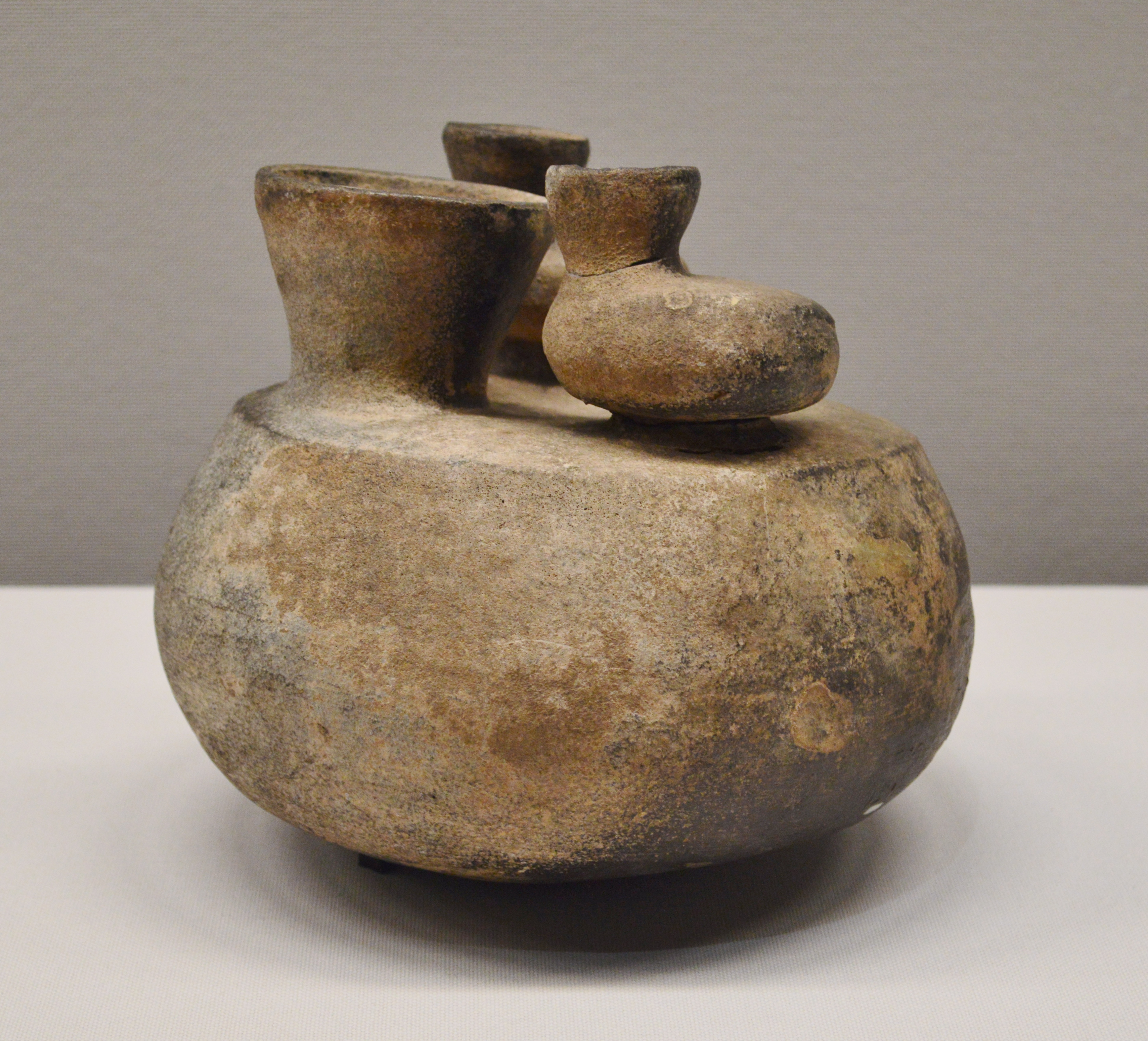
須恵器 子持平瓶 東京国立博物館展示。
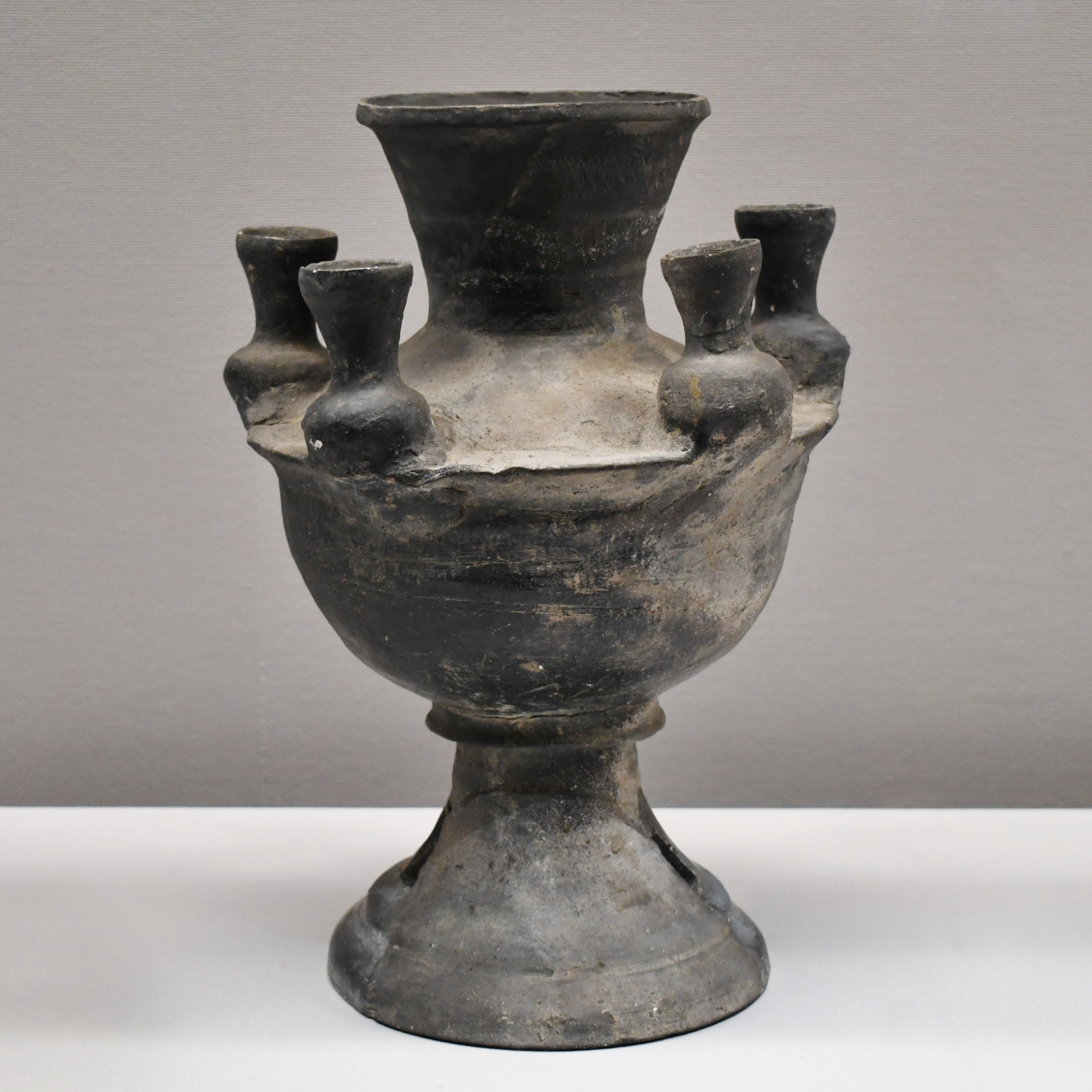
須恵器 子持脚付短頸壺 東京国立博物館展示。

## 文化財

### 国の史跡
- 御年代古墳 - 1933年（昭和8年）4月13日指定[7][3]。

## 関連施設
- 東京国立博物館 - 御年代古墳の出土品を保管[4]。